# التسه
شهر التسه در ایالت نیدرزاکسن در کشور آلمان واقع شده است.